# Diaphorus mundus
Diaphorus mundus är en tvåvingeart som beskrevs av Friedrich Hermann Loew 1861. Diaphorus mundus ingår i släktet Diaphorus och familjen styltflugor. Inga underarter finns listade i Catalogue of Life.